# Yellow Claw
Yellow Claw – holenderski duet muzyczny działający od 2010 roku, w skład którego wchodzą Jim Aasgier (Jim Taihuttu) i Nizzle (Nils Rondhuis). Tworzą muzykę łączącą gatunki trap, dubstep, hardstyle i hip hop. W 2014 roku założyli swoją własną wytwórnię muzyczną Barong Family.

## Dyskografia
LP
- Blood for Mercy (2015)
- Los Amsterdam (2017)
- New Blood (2018)
- Never Dies (2020)

EP
- Amsterdam Trap Music (2013)
- Amsterdam Twerk Music (2013)
- Amsterdam Trap Music Vol 2 (2014)
- Eastzane Warriors EP (2015)
- Amsterdam Trap Music Vol 3 (2018)
- Danger Days EP (2019)

Remix
- Amsterdam Trap Music (Remixes) (2013)
- Amsterdam Trap Music Vol 2 (The Remixes) (2014)
- Blood for Mercy (The Remixes) (2016)